# Castellammare di Stabia
Castellammare di Stabia là một đô thị của Ý. Đô thị này thuộc tỉnh Napoli trong vùng Campania. Castellammare di Stabia có diện tích km2, dân số theo ước tính năm 2010 của Viện thống kê quốc gia Ý là người. 
Các đơn vị dân cư:
Đô thị Castellammare di Stabia giáp với các đô thị: